# 11141 Jindrawalter
11141 Jindrawalter este un asteroid din centura principală de asteroizi.

## Descriere
11141 Jindrawalter este un asteroid din centura principală de asteroizi. A fost descoperit pe 12 ianuarie 1997 la Observatorul Kleť de Jana Tichá și Miloš Tichý. Asteroidul prezintă o orbită caracterizată de o semiaxă mare de 2,60 ua, o excentricitate de 0,33 și o înclinație de 13,0° în raport cu ecliptica.